# Mary Dees
Mary Ella Dees (3 de junio de 1911 – 4 de agosto de 2005) fue una actriz de teatro y cine estadounidense que una vez sirvió como doble principal de la actriz Jean Harlow.

## Biografía y carrera
Nacida en Syracuse, Nueva York, el 3 de junio de 1911, hija de un exitoso abogado, Dees se crio durante un tiempo en Tuscaloosa, Alabama. Trabajó durante un corto tiempo como mecanógrafa antes de mudarse a Hollywood en 1932. Fue nombrada Miss America en Hollywood en 1932, un logro que llevó al director Jack Conway a darle un papel en Red Headed Woman. Esa película fue protagonizada por Jean Harlow, quien se hizo amigo de Dees. Aconsejó al recién llegado que estudiara baile, la ayudó a comprar "la ropa adecuada" y ayudó a pagar los vestidos de Dees.
Dees era una bailarina cuando, en 1937, después de la repentina muerte de Harlow, fue elegida por el jefe de MGM Louis B. Mayer como un sustituto de cuatro minutos para la estrella, que estaba actuando junto a Clark Gable en la película Saratoga, que todavía estaba en producción.
Dees tuvo partes en The Last Gangster (1937), The Women (1939), así como una serie de cortometrajes de los Tres Chiflados, que incluyeron Hoi Polloi (1935) y numerosas comedias de los hermanos Marx.

### Carrera posterior
Dees apareció en su último papel cinematográfico en 1946, en la película de los hermanos Marx A Night in Casablanca. Continuó actuando en el teatro de repertorio hasta 1985.

## Muerte
Dees murió el 4 de agosto de 2005, en Lake Worth, Florida, a los 94 años, tras una larga enfermedad.

## Filmografía
| Año  | Título                 | Papel             | Notas                                               |
| ---- | ---------------------- | ----------------- | --------------------------------------------------- |
| 1931 | Flying High            | Corista           | sin acreditar                                       |
| 1933 | Dinner at Eight        | Papel menor       | sin acreditar                                       |
| 1933 | Footlight Parade       | Corista           | sin acreditar                                       |
| 1934 | Let's Talk It Over     | Mujer en la playa | sin acreditar                                       |
| 1934 | The Man with Two Faces | Theatregoer       | sin acreditar                                       |
| 1934 | Kid Millions           | Paulette          | sin acreditar                                       |
| 1935 | Gold Diggers of 1935   | Corista           | sin acreditar                                       |
| 1935 | Redheads on Parade     | Pelirroja         | sin acreditar                                       |
| 1935 | Two-Fisted             | Papel menor       | sin acreditar                                       |
| 1936 | Anything Goes          | Corista           | sin acreditar                                       |
| 1936 | Born to Dance          | Chorine           | sin acreditar                                       |
| 1937 | Saratoga               | Carol Clayton     | (después de la muerte de Jean Harlow) sin acreditar |
| 1937 | Bad Guy                | Chica             | sin acreditar                                       |
| 1937 | The Last Gangster      | Virginia Bauche   | sin acreditar                                       |
| 1938 | The Shopworn Angel     | Babe #1           | sin acreditar                                       |
| 1939 | The Women              | Chica             | sin acreditar                                       |
| 1946 | A Night in Casablanca  | Papel menor       | sin acreditar, (último papel cinamtográfico)        |